# 包高梅尔
包高梅尔（匈牙利語：Bagamér）是匈牙利东部豪伊杜-比豪爾州的一个村。

## 地理
面积47.02平方（4,702公頃），2015年人口2540。